# Walking with Dinosaurs
Walking with Dinosaurs är en amerikansk film från 2013, i regi av Neil Nightingale och Barry Cook.

## Handling
Huvudrollen Patchi, en Pachyrhinosaurus, beger sig på vandring söderut med sin flock. När ett åskoväder närmar sig skiljs Patchi och två vänner från hjorden och hamnar i en skog som brinner upp. Senare tvingas Patchi och hans bror att leva utan sina föräldrar.